# Edmund Lyons
Edmund Lyons, I barone Lyons (Burton, 21 novembre 1790 – Castello di Arundel, 23 novembre 1858), è stato un militare e diplomatico britannico, comandante navale che si distinse nella Royal Navy durante la Guerra di Crimea. Ricoprì la carica di ambasciatore in Svezia, Svizzera e presso la corte di re Ottone I di Grecia.